# Новостройка (Нижегородская область)
Новостро́йка — сельский посёлок в Дивеевском районе Нижегородской области. Входит в состав Сатисского сельсовета.
Посёлок расположен в 12,5 км к югу от села Дивеева и 1 км к западу от города Сарова, на правом берегу реки Вичкинза (правый приток реки Сатис). Окружён смешанными лесами. Соединён асфальтовой дорогой с посёлком Цыгановка (1,5 км) и грунтовыми просёлочными дорогами с посёлком Сатис (3,5 км). Название Новостройка является сугубо официальным, местное население использует исключительно альтернативное название — Хитрый. Употребляется языковой оборот «…на Хитром». Ранее используемые названия — Песчаный, Известковый.

## История
Основан в 1920-х годах переселенцами из соседних сёл Аламасово и Нарышкино (расположенных соответственно в 8 и 14 км к западу в Вознесенском районе).
Традиционно в посёлке жили рабочие совхоза «Вперёд» (центр в посёлке Сатис). Возле посёлка расположен карьер где активно добывали доломитовую муку и бутовый камень (в настоящее время официально закрыт).
По данным 1978 года посёлок Новостройка характеризовался как неперспективный, здесь насчитывалось 24 хозяйства и 43 жителя. Водоснабжение осуществлялось из колодцев и родников, учреждения соцкультбыта отсутствовали. В 1992 году в посёлке насчитывалось 7 хозяйств и 16 жителей, из которых 7 трудоспособного возраста. На 1 января 1995 года в посёлке имелось 6 хозяйств и 12 жителей.

## Современность
В настоящее время посёлок не только остаётся жилым, но и получил развитие благодаря своей близости к святым источникам. В полукилометре расположен Казанский родник, а в 1,2 км — источник святого Серафима Саровского.
В посёлке расположен скит Дивеевского монастыря.
В 2012 году был освящён домовой храм в честь Серафима Саровского.